# Iason Abramaschwili
Iason Abramaschwili (georgisch იასონ აბრამაშვილი englisch Iason Abramashvili; russisch Ясон Абрамашвили; * 26. April 1988 in Tiflis, Georgische SSR) ist ein ehemaliger georgischer Skirennläufer.

## Karriere
Abramaschwili gab sein internationales Renndebüt am 15. Dezember 2003 bei einem Citizenrennen in Bormio. Sein erstes internationales Großereignis bestritt er zwei Jahre später beim Europäischen Olympischen Winter-Jugendfestival in Monthey. Dort schied er jedoch sowohl im Riesenslalom als auch im Slalom aus, im Super-G trat er trotz Nennung nicht an. Nur eine Woche später startete Abramaschwili erstmals bei einer Alpinen Skiweltmeisterschaft. Bei den Wettkämpfen in Bormio belegte er als beste Platzierung den 46. Rang im Riesenslalom.
Im darauffolgenden Jahr startete er erstmals bei Olympischen Winterspielen. In Turin erreichte er im Riesenslalom Platz 29.
Am 27. Januar 2009 gab Abramaschwili sein Weltcupdebüt beim Slalom von Schladming, konnte sich dabei jedoch nicht für den zweiten Durchgang qualifizieren.
Abgesehen von internationalen Großereignissen startete Abramaschwili hauptsächlich bei FIS und Citizenrennen. Sein bestes Ergebnis bei einem internationalen Großereignis erzielte er 2014 bei den Olympischen Winterspielen von Sotschi mit dem 22. Platz im Slalom.
Seine bisher letzten internationalen Rennen bestritt Abramaschwili im Februar 2019 bei den Weltmeisterschaften in Åre, danach ist er nicht mehr als Skirennläufer in Erscheinung getreten.

## Erfolge

### Olympische Winterspiele
- Turin 2006: 29. Riesenslalom, 32. Slalom
- Vancouver 2010: 46. Riesenslalom, DSQ Slalom
- Sotschi 2014: 22. Slalom, DNF Riesenslalom
- Pyeongchang 2018: 28. Slalom, DNF Riesenslalom

### Weltmeisterschaften
- Bormio 2005: 46. Riesenslalom, DNS2 Slalom
- Åre 2007: 28. Riesenslalom, DNQ Slalom
- Val-d'Isère 2009: DNF Riesenslalom, DSQ Slalom
- Garmisch-Partenkirchen 2011: 46. Riesenslalom, DNQ Slalom
- Schladming 2013: 32. Slalom, DNF Riesenslalom
- St. Moritz 2017: 40. Slalom, DNQ Slalom
- Åre 2019: 63. Riesenslalom, DNF Slalom

### Juniorenweltmeisterschaften
- Bardonecchia 2005: DNS Super-G, DNS Super-G

### South American Cup
- 2 Podestplätze

### Universiade
- Bardonecchia 2007: DNS Riesenslalom

### Europäisches Olympisches Winter-Jugendfestival
- Monthey 2005: DNF Riesenslalom, DNF Slalom, DNS Super-G

### Weitere Erfolge
- 13 Siege bei FIS-Rennen